# Levitating
Singles de Dua Lipa
Un día (One Day)
(2020) Fever
(2020)
Clip vidéo
[vidéo] « Levitating », sur YouTube
[vidéo] « Levitating (The Blessed Madonna Remix) », sur YouTube
[vidéo] « Levitating (DaBaby Remix) », sur YouTube
Levitating est une chanson de la chanteuse anglaise Dua Lipa parue sur son deuxième album Future Nostalgia sorti le 27 mars 2020. Elle est sortie le 13 août 2020 en tant que cinquième single de l'album,. La chanson a été écrite par Dua Lipa, Clarence Coffee Jr., Sarah Hudson et Stephen Kozmeniuk, la production étant faite par Kozmeniuk et Stuart Price. La chanson est une musique electro-disco et nu-disco avec plusieurs tropes disco. Il y a des éléments de dance-pop, de pop-funk, de power pop, de space rock ainsi que de la pop et de la RnB des années 1970, 1980 et 1990. Les paroles décrivent l'idée de "léviter" lorsque l'on tombe amoureux, avec plusieurs références en rapport avec l'espace.
Un remix de Levitating, par la DJ américaine The Blessed Madonna, est également sorti en téléchargement et en streaming le 13 août 2020, en tant que premier single de l'album remix de Future Nostalgia, Club Future Nostalgia. Le remix met en vedette les chanteuses américaines Madonna et Missy Elliott. Il a été catégorisé en tant qu'une chanson EDM, electro-disco, electro house, future bass et une musique techno, avec une ambiance disco et trance nostalgique, tout en ayant un tempo augmenté comparé à l'original.
Un second remix de Levitating, mettant en vedette le rappeur américain DaBaby, est également sorti en single le 1er octobre 2020 pour l'édition bonus de l'album Future Nostalgia dans les mêmes formats. C'est le 5e single de l'album. Le remix a été promu au format radio contemporary hit aux États-Unis le 6 octobre 2020, comme 3e single de l'album dans ce pays. Le remix a la même production que l'originale, avec l'ajout d'une intro et un verset pop-rap avec DaBaby.
Levitating a atteint la cinquième place dans le classement des singles britannique et la deuxième place dans le classement américain Billboard Hot 100, devenant le septième single de Dua Lipa ayant atteint le top 5 au Royaume-Uni, et le second aux États-Unis. Malgré n'avoir jamais atteint la première place aux États-Unis, Levitating a été nommée la chanson de l'année 2021, devenant la 4e musique de l'histoire à accomplir ce fait et le premier depuis Hanging by a Moment de Lifehouse en 2001. La chanson a aussi atteint la deuxième place dans le Billboard Global 200. Levitating a été recompensé d'une certification platine au Royaume-Uni par la British Phonographic Industry (BPI). Levitating a accompli de nombreux records, en étant dans le top 40 des chansons les plus populaires de tous les temps des États-Unis ; la musique par une artiste féminine étant restée le plus longtemps dans le top 10 du Billboard Hot 100 ; et la seconde chanson à rester 40 semaines dans le top 10 du même classement. 
La musique a été promue avec la sortie de deux clips vidéos, un pour chaque remix respectif (The Blessed Madonna Remix et le DaBaby Remix). Le clip vidéo du remix par The Blessed Madonna, réalisé par Will Hooper, a été filmé à Londres et Atlanta. Il porte sur le fait que "l'amour conquiert tout". On peut y voir de nombreuses personnes sous l'influence d'une planète mystérieuse, et qui sont obsédées par des symboles apparent à des labyrinthes. Le remix avec DaBaby a reçu un clip vidéo qui a été réalisé par Warren Fu (en), et a été créé en partenariat avec le réseau social, TikTok. La vidéo est centrée autour de Dua Lipa et DaBaby qui dansent dans un ascenseur style art déco, avec des utilisateurs de TikTok dans le clip. Dua a promu ce single avec des performances, comme au The Graham Norton Show (en), aux American Music Awards de 2020, à Saturday Night Live, ou encore aux Grammys de 2021.
Un EP incluant Levitating ainsi que d'autres remixes comme celui avec DaBaby ou The Blessed Madonna est sorti le 20 novembre 2020.

## Contexte
Après avoir trouvé le titre de son second album, Future Nostalgia, Dua Lipa a commencé à travailler à l'envers en essayant de trouver le type de son qu'elle désirait pour l'album. Peu après, Levitating a été écrite, qui est la première chanson enregistrée à apparaître dans la liste de pistes finale de l'album. La chanson a été ecrite par Dua avec ses collaborateurs de longue date Clarence Coffe Jr. de The Monsters & Strangerz (en), Sarah Hudson (en) et Stephen Kozmeniuk (en), ce dernier ayant aussi travaillé sur la production. Avant d'aller au studio, Kozmeniuk est venu pendant plusieurs semaines avec des idées à jouer dans le studio, en pensant que ça serait "cool" de créer une "musique disco séduisante". Dua lui a envoyé quelques notes et des choses sur lesquelles elle s'est inspirée, d'où vient l'idée de rassembler l'ancien avec le nouveau. Kozmeniuk a pensé que le meilleur moyen d'interpréter cette idée est d'utiliser de vieux instruments, l'un d'eux était un synthétiseur Roland VP-330, instrument qu'il essayait d'obtenir depuis 7 à 8 ans. Après la livraison du synthétiseur de Tokyo à Toronto, il l'a immédiatement branché et a commencé à jouer. La première chose qu'il a joué, ce qu'il décrit comme un "son de chorale syntéthique", est devenue plus tard la ligne de synthé de la chanson. Il a répété le son et a commencé à construire une musique autour de celui-ci, incluant la création d'un son de corde analogique, en utilisant également le Roland VP-330.

## Promotion et autres médias

### Clips vidéos
Levitating a eu le droit à plusieurs clips vidéos, un clip avec les paroles de la musique originale est sorti le 9 avril 2020 sur YouTube. Le remix par The Blessed Madonna a eu son clip vidéo sorti le 14 août 2020 sur la même plateforme, et un clip pour la collaboration avec DaBaby est sorti le 2 octobre 2020.

## Liste de titres
| 1. | Levitating | 3:23 |

| 1. | Levitating (The Blessed Madonna Remix) (feat. Madonna et Missy Elliott) | 4:10 |

| 1. | Levitating (feat. DaBaby) | 3:23 |

| Levitating EP (téléchargement numérique) | Levitating EP (téléchargement numérique)                               | Levitating EP (téléchargement numérique) | Levitating EP (téléchargement numérique) | Levitating EP (téléchargement numérique) | Levitating EP (téléchargement numérique) | Levitating EP (téléchargement numérique) | Levitating EP (téléchargement numérique) | Levitating EP (téléchargement numérique) | Levitating EP (téléchargement numérique) |
| No                                       | Titre                                                                  | Durée                                    |                                          |                                          |                                          |                                          |                                          |                                          |                                          |
| ---------------------------------------- | ---------------------------------------------------------------------- | ---------------------------------------- | ---------------------------------------- | ---------------------------------------- | ---------------------------------------- | ---------------------------------------- | ---------------------------------------- | ---------------------------------------- | ---------------------------------------- |
| 1.                                       | Levitating (feat. DaBaby)                                              | 3:23                                     |                                          |                                          |                                          |                                          |                                          |                                          |                                          |
| 2.                                       | Levitating                                                             | 3:23                                     |                                          |                                          |                                          |                                          |                                          |                                          |                                          |
| 3.                                       | Levitating (The Blessed Madonna Remix) (feat. Madonna et Missy Elliot) | 4:10                                     |                                          |                                          |                                          |                                          |                                          |                                          |                                          |
| 4.                                       | Levitating (KUU Remix) (feat. DaBaby)                                  | 4:11                                     |                                          |                                          |                                          |                                          |                                          |                                          |                                          |
| 5.                                       | Levitating (Don Diablo Remix) (feat. DaBaby)                           | 3:28                                     |                                          |                                          |                                          |                                          |                                          |                                          |                                          |
| 18 minutes                               |                                                                        |                                          |                                          |                                          |                                          |                                          |                                          |                                          |                                          |

| 1. | Levitating (Amaal Mallik Remix) (feat. Prakriti Kakar et Sukriti Kakar) | 2:36 |

## Crédits
Crédits adaptés depuis Tidal.
- Dua Lipa – écriture, voix
- Stephen Kozmeniuk – production, production vocale, basse, batterie, guitare, synthétiseur
- Stuart Price – production, basse, programmation de basse, claviers
- Clarence Coffee Jr. - chœurs
- Sarah Hudson - chœurs
- Paul Phamous - chœurs
- Todd Clark - chœurs
- Russell Graham - claviers
- Bosko Electrospit Kante - boîte de dialogue
- Lorna Blackwood - ingénierie d'enregistrement vocal supplémentaire, programmation
- Matt Snell - ingénieur du son
- Phil Hotz - assistant ingénieur
- Cameron Gower Poole - ingénierie vocale
- Josh Gudwin - mixage
- Elijah Marrett-Hitch - assistant mixage
- Chris Gehringer (en) – mastérisation

## Classements et certifications

### Classements hebdomadaires
| Classement (2020)                | Meilleure position |
| -------------------------------- | ------------------ |
| Australie (ARIA)                 | 4                  |
| Australie (Radiomonitor Airplay) | 8                  |
| Brésil (Top 100 Brasil)          | 69                 |
| Bulgarie (Prophon)               | 1                  |
| Écosse (OCC)                     | 13                 |
| Espagne (Promusicae)             | 71                 |
| Grèce (IFPI)                     | 3                  |
| Hongrie (Rádiós Top 40)          | 16                 |
| Hongrie (Single Top 40)          | 10                 |
| Hongrie (Stream Top 40)          | 2                  |
| Irlande (Irish Singles Chart)    | 4                  |
| Islande (Tónlistinn)             | 38                 |
| Italie (FIMI)                    | 41                 |
| Liban (OLT20)                    | 10                 |
| Lituanie (AGATA)                 | 6                  |
| Nouvelle-Zélande (RMNZ)          | 5                  |
| Portugal (AFP)                   | 83                 |
| Royaume-Uni (UK Singles Chart)   | 5                  |
| Singapour (RIAS)                 | 26                 |
| Slovaquie (IFPI Rádio)           | 23                 |
| Slovaquie (IFPI Singles Digitál) | 4                  |
| Slovénie (SloTop50)              | 24                 |
| Suisse (Schweizer Hitparade)     | 11                 |
| Tchéquie (IFPI Rádio)            | 2 -                |

| Classement (2020)                       | Meilleure position |
| --------------------------------------- | ------------------ |
| Australie (ARIA)                        | 35                 |
| Belgique (Flandre Ultratip 100)         | 32                 |
| Belgique (Wallonie Ultratip 50)         | 12                 |
| Canada (Digital Songs)                  | 16                 |
| Espagne (PROMUSICAE)                    | 71                 |
| États-Unis (Bubbling Under Hot 100)     | 10                 |
| États-Unis (Digital Songs)              | 13                 |
| États-Unis (Hot Dance/Electronic Songs) | 6                  |
| Italie (FIMI)                           | 47                 |
| Lituanie (AGATA)                        | 91                 |
| Mexique (Mexico Airplay)                | 15                 |
| Nouvelle-Zélande (RMNZ Hot Singles)     | 9                  |
| Paraguay (SGP)                          | 87                 |
| Pays-Bas (Single Top 100)               | 15                 |
| Portugal (AFP)                          | 81                 |
| Venezuela (Record Report)               | 43                 |

| Classement (2020)                       | Meilleure position |
| --------------------------------------- | ------------------ |
| Argentine (Hot 100)                     | 24                 |
| Australie (Billboard Digital Songs)     | 3                  |
| Belgique (Flandre Ultratop 50 Singles)  | 32                 |
| Belgique (Flandre Ultratop 50 Airplay)  | 24                 |
| Belgique (Wallonie Ultratop 50 Singles) | 27                 |
| Belgique (Wallonie Ultratop 50 Airplay) | 27                 |
| Canada (Hot 100)                        | 1                  |
| Canada (CHR/Top 40)                     | 1                  |
| Canada (Hot AC)                         | 1                  |
| Croatie (HRT)                           | 12                 |
| États-Unis (Hot 100)                    | 2                  |
| États-Unis (Adult Pop Songs)            | 1                  |
| États-Unis (Pop Airplay)                | 1                  |
| États-Unis (Rhythmic Songs)             | 22                 |
| États-Unis (Rolling Stone Top 100)      | 3                  |
| Europe (Euro Digital Songs)             | 6                  |
| France (SNEP Ventes)                    | 22                 |
| Global 200 (Billboard)                  | 2                  |
| Grèce (IFPI Greece)                     | 28                 |
| Lituanie (AGATA)                        | 24                 |
| Mexique (México Airplay)                | 15                 |
| Mexique (Inglés Airplay)                | 12                 |
| Nouvelle-Zélande (RMNZ)                 | 8                  |
| Pays-Bas (Nederlandse Top 40)           | 20                 |
| Pays-Bas (Single Top 100)               | 23                 |
| Pologne (ZPAV)                          | 3                  |
| Portugal (AFP)                          | 14                 |
| Suède (Sverigetopplistan)               | 20 -               |

### Classements de fin d'année
| Classement (2020)                       | Position |
| --------------------------------------- | -------- |
| États-Unis (Hot Dance/Electronic Songs) | 40       |

### Certifications
| Pays                                                                       | Certification | Ventes certifiées |
| -------------------------------------------------------------------------- | ------------- | ----------------- |
| Italie (FIMI)                                                              | Platine       | 70 000*           |
| Nouvelle-Zélande (RMNZ) DaBaby Remix                                       | Platine       | 60 000*           |
| Norvège (IFPI)                                                             | Or            | 30 000*           |
| Royaume-Uni (BPI)                                                          | Platine       | 600 000‡          |
| États-Unis (RIAA)                                                          | Platine       | 2 000 000^        |
| Australie (ARIA)                                                           | Platine       | 140 000^          |
| Belgique (BEA)                                                             | Or            | 20 000*           |
| Brésil (ABPD)                                                              | Platine       | 80 000*           |
| Canada (Music Canada)                                                      | Platine       | 240 000^          |
| Danemark (IFPI)                                                            | Or            | 45 000^           |
| Portugal (AFP)                                                             | Platine       | 10 000x           |
| Espagne (PME)                                                              | Platine       | 40 000^           |
| xNon précisé par la certification ‡ventes/streaming selon la certification |               |                   |

## Historique de sortie
| Pays        | Date             | Format                                 | Version                   | Label            | Réf.    |
| ----------- | ---------------- | -------------------------------------- | ------------------------- | ---------------- | ------- |
| Divers      | 27 mars 2020     | - Téléchargement - streaming (album)   | Originale                 | Warner           | [ 94 ]  |
| Italie      | 13 août 2020     | Diffusion radiophonique                | Originale                 | Warner           | [ 2 ]   |
| Italie      | 13 août 2020     | Diffusion radiophonique                | The Blessed Madonna remix | Warner           | [ 13 ]  |
| Divers      | 13 août 2020     | - Téléchargement - streaming           | The Blessed Madonna remix | Warner           | [ 13 ]  |
| Royaume-Uni | 21 août 2020     | Maxi 45 tours                          | The Blessed Madonna remix | We Still Believe | [ 95 ]  |
| Divers      | 1er octobre 2020 | - Téléchargement - streaming           | DaBaby Remix              | Warner           | [ 96 ]  |
| Italie      | 2 octobre 2020   | Diffusion radio (succès contemporains) | DaBaby Remix              | Warner           | [ 97 ]  |
| États-Unis  | 6 octobre 2020   | Diffusion radio (succès contemporains) | DaBaby Remix              | Warner           | [ 98 ]  |
| Royaume-Uni | 9 octobre 2020   | Diffusion radio (succès contemporains) | DaBaby Remix              | Warner           | [ 99 ]  |
| États-Unis  | 19 octobre 2020  | Diffusion radio (adult contemporary)   | Originale                 | Warner           | [ 100 ] |
| Divers      | 20 novembre 2020 | - Téléchargement - streaming           | KUU remix                 | Warner           | [ 101 ] |
| Divers      | 20 novembre 2020 | - Téléchargement - streaming           | 1ère version de l'EP      | Warner           | [ 4 ]   |
| Divers      | 11 décembre 2020 | - Téléchargement - streaming           | Don Diablo Remix          | Warner           | [ 102 ] |
| Divers      | 11 décembre 2020 | - Téléchargement - streaming           | 2e version de l'EP        | Warner           | [ 4 ]   |
| Divers      | 26 mars 2021     | - Téléchargement - streaming           | Amaal Mallik Remix        | Warner           | [ 103 ] |